# Arcose

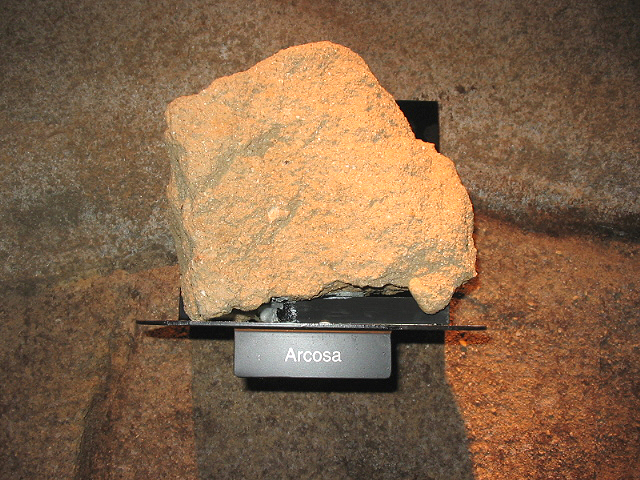
Amostra de arcose.

Arcose ou arcóseo é uma rocha sedimentar detrítica composta por grãos de quartzo, feldspatos, alguns fragmentos líticos e um cimento ou matriz (<15%), na verdade um arenito com um teor elevado de feldspato (>25%).
É uma rocha muito imatura mineralogicamente. Os seus componentes detríticos podem ser de origem ígnea ou metamórfica.